# Catedral de San Pedro y San Pablo (Nagoya)
La Catedral de San Pedro y San Pablo también conocida como Iglesia de Nunoike es la principal catedral de la Diócesis de Nagoya, en el centro de Japón.
La catedral fue terminada en 1962. El estilo arquitectónico es gótico del renacimiento, los dos campanarios, con sus altas torres se puede ver desde lejos.
Las Misas se celebran en muchos idiomas. Situada junto a la catedral se encuentra el colegio de Santa María.
Las estaciones más cercanas de metro son Shinsakae-machi en la línea Higashiyama o la estación Kuramamichi en la línea Sakuradori.